# Nguyễn Gia Thiều
Nguyễn Gia Thiều (阮嘉韶, 22 tháng 3,1741-22 tháng 6,1798), tức Ôn Như Hầu, là một nhà thơ Việt Nam thời Vua Lê Hiển Tông. Ông là tác giả Cung oán ngâm khúc, tác phẩm nổi tiếng của văn học Việt Nam.

## Tiểu sử
Nguyễn Gia Thiều sinh ngày 5 tháng 2 năm Tân Dậu, tức ngày 22 tháng 3 năm 1741, cuối thời vua Lê chúa Trịnh, ở làng Liễu Ngạn, tổng Liễu Lâm, huyện Siêu Loại, phủ Thuận An, trấn Kinh Bắc (nay là làng Liễu Ngạn, xã Ngũ Thái, thị xã Thuận Thành, tỉnh Bắc Ninh). Ông xuất thân trong một gia đình quý tộc, có nhiều người làm tướng, làm quan cho triều đình.
Ông nội Nguyễn Gia Thiều là Nguyễn Gia Châu, một võ quan nhưng thông kinh sử được phong tước Siêu Quận công. Cụ nội ông là bà Nguyễn Thị Cảo là em họ bà chúa Ghênh -Thái Phi Trương Thị Ngọc Chử và là vú nuôi của chúa Trịnh Cương. Cha của Nguyễn Gia Thiều là Nguyễn Gia Ngô, một võ quan cao cấp được phong tước Quận công 2 người chú bác của ông cũng là Quận Công. Mẹ của ông là quận chúa Quỳnh Liên Trịnh Thị Ngọc Soạn,con gái chúa Trịnh Cương. Nguyễn Gia Thiều gọi chúa Trịnh Doanh đang cầm quyền lúc bấy giờ là cậu ruột, và là anh em họ với chúa Trịnh Sâm. Vợ của Nguyễn Gia Thiều là con gái trưởng của quan Chưởng phủ sư Đại tư đồ Bùi Thế Đạt.
Vì gia đình bên ngoại thuộc họ nhà chúa, nên từ lúc lên năm, sáu tuổi Nguyễn Gia Thiều đã được vào học trong phủ chúa. Năm 1759 khi mới 18 tuổi, ông giữ chức Hiệu úy, quản Trung mã tả đội. Sau đó ông làm chỉ huy Thiêm sự, năm 1782 thăng Tổng binh coi giữ xứ Hưng Hóa. Nguyễn Gia Thiều là một người rất được chúa Trịnh tin dùng. Vì có công nên ông được phong tước hầu - Ôn Như Hầu. Các em của ông cũng lần lượt được phong tước hầu, tước bá, như Nguyễn Gia Thưởng là Thưởng Vũ Bá; Nguyễn Gia Xuyên là Du Lãnh Hầu.
Thời gian làm Tổng binh ở Hưng Hóa, mặc dù có công được khen thưởng, Nguyễn Gia Thiều vẫn thường hay bỏ về nhà riêng ở gần hồ Tây để vui chơi, làm thơ và cùng bạn bè bàn luận về triết học. Ông tự xưng là Hy Tôn tử và Như ý thiền, lấy biệt hiệu là Tâm Thi viện Tử và Sưu Chân. Có người bảo giai đoạn này chúa Trịnh không còn tin ông như trước, mới đẩy ông đi trấn giữ Hưng Hóa, và Nguyễn Gia Thiều biết điều đó, nên ông chán nản bỏ về.
Năm 1786, khi Tây Sơn kéo quân ra Bắc diệt chúa Trịnh, Nguyễn Gia Thiều trốn lên miền núi xứ Hưng Hóa. Năm 1789, Nguyễn Huệ đánh thắng quân Thanh, lập ra triều Tây Sơn. Vua Quang Trung trọng người tài, thu dụng một số quan lại cũ của triều đình Lê - Trịnh, Nguyễn Gia Thiều được mời ra cộng tác, nhưng ông cáo bệnh từ chối. Nguyễn Gia Thiều về lại làng cũ, sống ở đấy cho tới khi mất vào ngày 9 tháng 5 Mậu Ngọ, tức ngày 22 tháng 6 năm 1798, thọ 57 tuổi.

## Sự nghiệp văn học
Nguyễn Gia Thiều là người có sự hiểu biết sâu rộng về văn học, sử học và triết học. Ông còn tinh thông nhiều bộ môn nghệ thuật như âm nhạc, hội họa, kiến trúc, trang trí. Về âm nhạc, Nguyễn Gia Thiều sở trường các bài ca, bài tán, ông là tác giả các bản Sơn trung âm và Sở từ điệu. Về hội họa, ông có bức tranh lớn Tống sơn đồ, dâng vua xem được khen thưởng. Về kiến trúc, trang trí, ông là người được chúa Trịnh giao cho trông nom việc trang hoàn phủ chúa và điều khiển xây tháp chùa Thiên Tích. Các công trình nghệ thuật của Nguyễn Gia Thiều đến nay không còn được lưu lại.
Về sáng tác, Nguyễn Gia Thiều có hai tập thơ chữ Hán là Ôn Như thi tập, khoảng một nghìn bài, nhưng đã thất truyền. Những tác phẩm chữ Nôm, ngoài Cung oán ngâm khúc, ông còn có Tây hồ thi tập và Tứ trai thi tập, hiện cũng chỉ còn vài ba bài chép trong tập Tạp ký của Lý Văn Phức như Cảnh trong vườn và Miếng tình.
Nguyễn Gia Thiều tuy thuộc tầng lớp quý tộc, nhưng sống trong một thời kỳ nhiều biến động, loạn lạc. Tác phẩm Cung oán ngâm khúc của ông nói lên tâm trạng ai oán của một cung phi sống trong hoàng cung. Nhiều nhà phê bình đánh giá Cung oán ngâm khúc chịu ảnh hưởng bởi Chinh phụ ngâm của Đặng Trần Côn qua bản dịch của Đoàn Thị Điểm, từ thể loại ngâm khúc viết bằng song thất lục bát đến cách phát triển chủ đề cũng như bút pháp nghệ thuật.
Nguyễn Gia Thiều có nhiều con, trong số đó bốn người con đầu giỏi văn chương, có một tác phẩm chung là Tứ trai thi tập, gồm sáng tác của Tâm Trai - tức Nguyễn Gia Thiều, Kỷ Trai - Nguyễn Gia Cơ, Hoà Trai - Nguyễn Gia Diễm và Thanh trai - Nguyễn Gia Chu.

## Tưởng nhớ
Tên của ông được đặt cho một phố yên tĩnh, có nhiều biệt thự kiến trúc Pháp ở thủ đô Hà Nội, gần hồ Thiền Quang (trước kia phố này có tên Ôn Như Hầu, sau năm 1954 đổi lại là Nguyễn Gia Thiều) và ở nhiều thành phố khác của Việt Nam. Ở Hà Nội, có một trường trung học phổ thông được mang tên ông. Ở Thành phố Hồ Chí Minh, quận Tân Bình có một trường Trung học cơ sở mang tên ông.Và ngay cả ở nơi ông sinh ra (Thuận Thành, Bắc Ninh) cũng có một ngôi trường TH,THCS được mang tên ông